# Le Vilar de Danha
Le Vilar en Val (en francès Villar-en-Val) és un municipi francès situat al departament de l'Aude i a la regió d'Occitània.